# Pematang Siantar

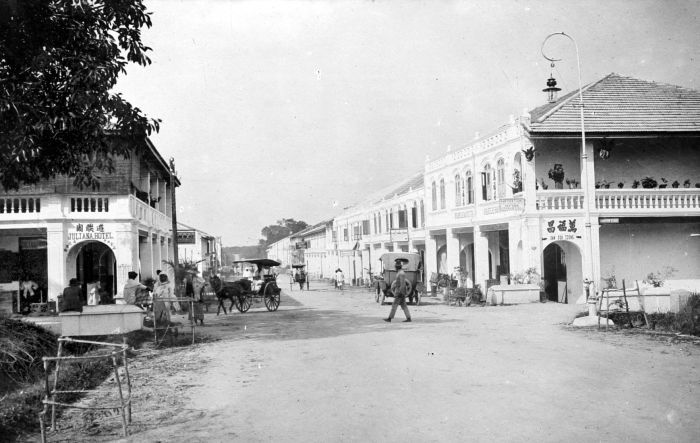
Straatgezicht met het Julianahotel, 1910-1920

Pematang Siantar (Pematangsiantar) is een stad op het Indonesische eiland Sumatra, gelegen ten noordoosten van het Tobameer in het gebied van de Bataks. De omgeving wordt gekenmerkt door uitgestrekte plantages. Pematang maakte pas sedert 1907 deel uit van de Nederlands-Indische kolonie, na het neerslaan van de opstand van de laatste Singamangaradja en de uiteindelijke inlijving van de noordelijke Bataklanden. In de jaren daarna ontwikkelde Pematang zich tot een handelscentrum voor rijst, thee, tabak, rubber, en palmolie. Aan het eind van de 20ste eeuw telde Pematang Siantar een bevolking van meer dan 200.000 personen en was het daarmee de grootste Sumatraanse stad na Medan en Palembang.

## Geboren
- Adam Malik (1917-1984), vicepresident van Indonesië en diplomaat
- Rudy Kousbroek (1929-2010), Nederlands schrijver, essayist, vertaler
- Lo Lieh (1939-2002), Indonesisch-Chinees acteur en vechtkunstenaar
- Joost van Bodegom (1936), Nederlands burgemeester en bestuurder
- Ruud Oudenhoven (1940-2025), Nederlands socioloog, politicus en burgemeester